# Ochodza (Skawina)
Ochodza ist eine Ortschaft mit einem Schulzenamt der Gemeinde Skawina im Powiat Krakowski der Woiwodschaft Kleinpolen in Polen.

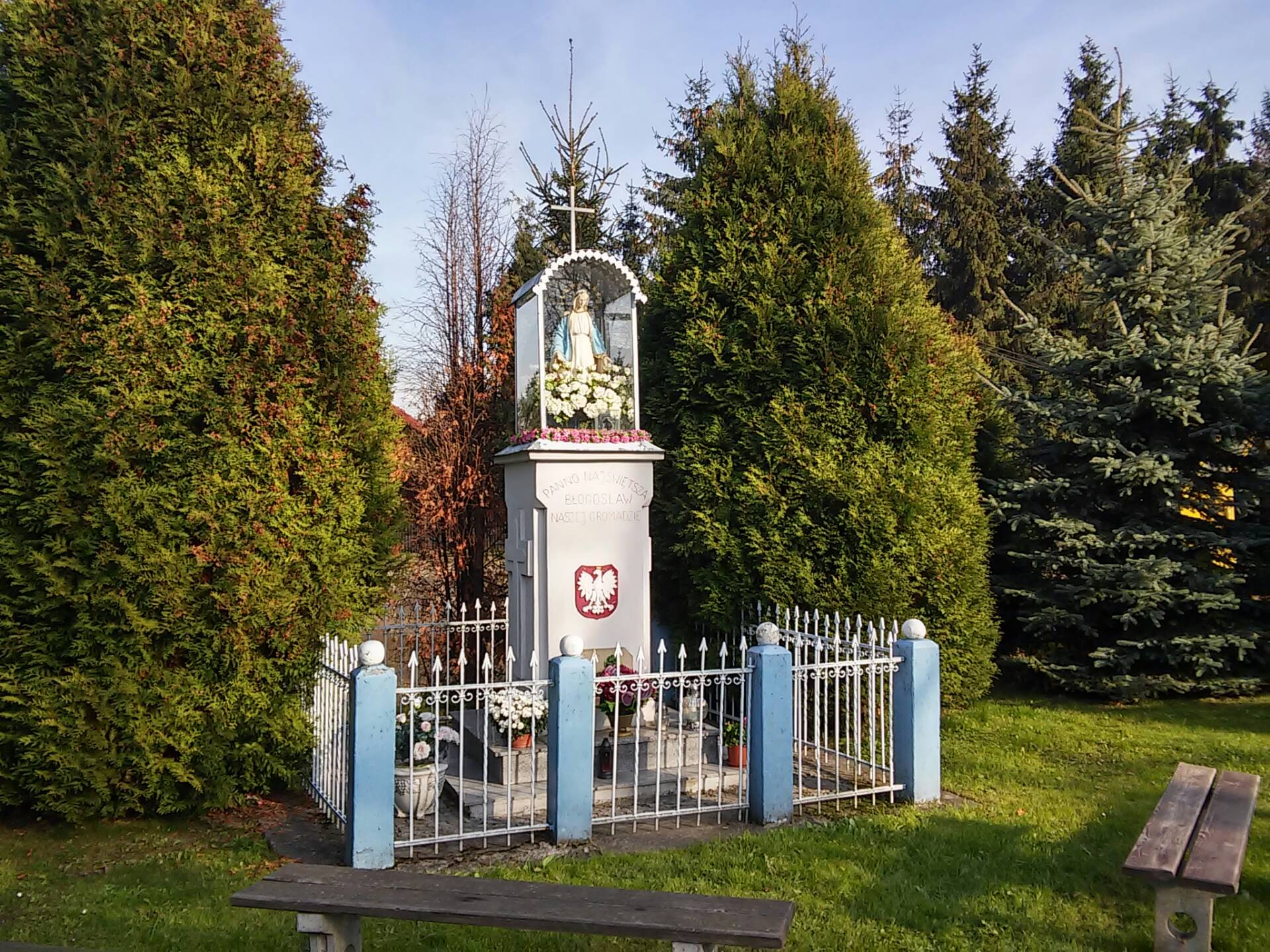
Marienfigur in Ochodza

## Geographie
Der Ort liegt am südlichen, rechten Ufer der Weichsel, auf einer Insel zwischen dem Fluss und dem Łączany-Skawina-Kanal im geologischen Skawina-Graben. Die Nachbarorte sind Wołowice im Norden, Borek Szlachecki im Osten, Zelczyna im Süden sowie Facimiech im Westen.

## Geschichte
Das Wald Ochoza (was ein Talmoor, Morast usw. bedeutete) in der Starostei von Barwałd in einer Exklave des Herzogtums Auschwitz wurde im Jahr 1440 erstmals erwähnt, als es mit den Dörfern Stronie und Leśnica von Wenzel I. von Auschwitz-Zator an Mikołaj Serafin verkauft wurde. Ab 1464 war die Burg Barwałd de facto unter Kontrolle des polnischen Königs (früher als der Rest des Herzogtums Zator). Das gleichnamige Dorf wurde jedoch erst im 18. Jahrhundert erwähnt.
Bei der Ersten Teilung Polens kam Ochodza 1772 zum neuen Königreich Galizien und Lodomerien des habsburgischen Kaiserreichs (ab 1804). Ab 1782 gehörte es dem Myslenicer Kreis (1819 mit dem Sitz in Wadowice). Nach der Aufhebung der Patrimonialherrschaften bildete es nach 1850 eine Gemeinde im Bezirk Skawina, ab 1867 im Gerichtsbezirk Skawina des Bezirkes Wadowice, ab 1878 im Gerichtsbezirk Kalwarya im Bezirk Myślenice. Ab 1899 wieder im Gerichtsbezirk Skawina.
1918, nach dem Ende des Ersten Weltkriegs und dem Zusammenbruch der k.u.k. Monarchie, kam Ochodza zu Polen (Gmina Radziszów, Powiat Kraków, Woiwodschaft Krakau). Unterbrochen wurde dies nur durch die Besetzung Polens durch die Wehrmacht im Zweiten Weltkrieg. Es gehörte dann zum Distrikt Krakau des Generalgouvernements.
Von 1945 bis 1998 gehörte Ochodza zur Woiwodschaft Krakau.